# Währungsreformen in Deutschland
Im Laufe der Geschichte Deutschlands kam es mehrfach zu Währungsreformen.

## 1871 bis 1876
Bei dieser Währungsreform ging es um eine Vereinheitlichung der unterschiedlichen Währungen in den einzelnen Gliedstaaten in Deutschland. Die herkömmlichen Währungseinheiten waren Taler, Gulden, Kreuzer und Groschen. Mit dieser Währungsreform wurde auch auf das Dezimalsystem umgestellt. Als letztes Land stellte Bayern 1876 auf die neue Währung (die Mark) um.

## 1923
Die Umstellung von der „Mark“ (M) auf die „Rentenmark“ (RM) im November 1923 mit einem Kurs von 1.000.000.000.000 M : 1 RM (1 Billion Mark zu 1 Rentenmark) beendete die Deutsche Inflation 1914 bis 1923, die durch die Finanzierung des Ersten Weltkriegs durch Verkauf von Kriegsanleihen an die eigene Staatsbevölkerung, die Reparationszahlungen nach dem Ersten Weltkrieg und die durch die Ruhrbesetzung bedingten extrem hohen Staatsausgaben verursacht wurde. Sie gilt als die radikalste Währungsreform in der deutschen Geschichte, welche die Gesellschaft der jungen Weimarer Republik wirtschaftlich und gesellschaftlich zutiefst erschütterte. Der politische Schaden war extrem: Das Vertrauen der deutschen Staatsangehörigen zu den Vertretern der Staatsräson war auf Jahrzehnte belastet. 
Die eigentliche Reform stellt das Münzgesetz vom 30. August 1924 dar, das die „Reichsmark“ (ebenfalls abgekürzt mit „RM“, 1 Rentenmark zu 1 Reichsmark) als offizielles Zahlungsmittel und eine Golddevisenkernwährung als deren Rückgrat festlegte.

Formular 1948

Ihren Abschluss fand diese Währungsreform im darauffolgenden Juli mit der Abschaffung der (Papier-)Mark. Der Wechselkurs zum US-Dollar lag dadurch wieder auf dem Niveau von 1914.

## 1948 in den Westzonen
Auch nach Kriegsende blieb die RM (Reichsmark und Rentenmark) zunächst das allein in Deutschland gültige Zahlungsmittel. Die Ausgabe von Besatzungsgeld steigerte noch die Geldmenge, während das Güterangebot in Folge des Krieges durch Einschränkungen bei der landwirtschaftlichen Produktion, zerstörte Produktionsstätten und das Horten von Waren in Erwartung einer Währungsreform gering war. Die RM büßte ihre Funktionen als Zahlungsmittel und Wertaufbewahrungsmittel weitgehend zugunsten von Lebensmittelmarken, Tauschhandel und Ersatzwährungen ein.
Bereits kurz nach dem Krieg im Jahr 1945 entwickelten die Amerikaner einen ersten alliierten Währungsreformplan und legte diesen im Kontrollrat vor. Er scheiterte an expliziter britischer Opposition. Die Engländer waren nämlich damals noch nicht bereit, eine Währungsreform auch nur zu diskutieren, bevor nicht ein annäherndes Gleichgewicht in den öffentlichen Haushalten aller Regionen der vier Besatzungszonen hergestellt war. Zum zweiten Mal ergriffen die Amerikaner die Initiative, als sie im August 1946 erneut ein Währungsreformprojekt, den sogenannten Colm-Dodge-Goldsmith (CDG)-Plan, im Kontrollrat einbrachten, nachdem sie es im Vorfeld inoffiziell den anderen Besatzungsmächten schon bekanntgemacht hatten und damit auf durchwegs positive Resonanz bei ihnen gestoßen waren. England äußerte ökonomische Kritik an dem CDG-Plan und erstelle daraufhin, als einzige andere Besatzungsmacht, einen Gegenvorschlag zu dem amerikanischen Währungsreformplan. Im Kontrollrat wurde dann der Vorzug des amerikanischen Vorschlags entschieden.
Daraufhin schlugen die USA und Großbritannien im Februar 1948 im Alliierten Kontrollrat vor, anstelle der RM eine neue Währung für Gesamtdeutschland einzuführen. Auch nach Einsetzen eines Arbeitsausschusses konnte aber keine Einigung mit der sowjetischen Seite erzielt werden. Einerseits hatte diese kein Interesse an einer wirtschaftlichen Belebung in den Westzonen, andererseits gab es keine Einigkeit über die politisch wichtige Frage, durch wen und wie die neue Währung kontrolliert werden solle. Beide Seiten veranlassten daher schließlich jeweils eine eigene Währungsreform in ihren Besatzungszonen und Berliner Sektoren. Zuerst wurde durch die Westmächte in der Trizone am 20. Juni 1948 nach geheimer Vorbereitung die D-Mark der Bank Deutscher Länder in der Westzone eingeführt, 1953 auch Uraltguthaben bei West-Berliner Kreditinstituten in D-Mark umgestellt.

## 1948 in der Sowjetischen Besatzungszone

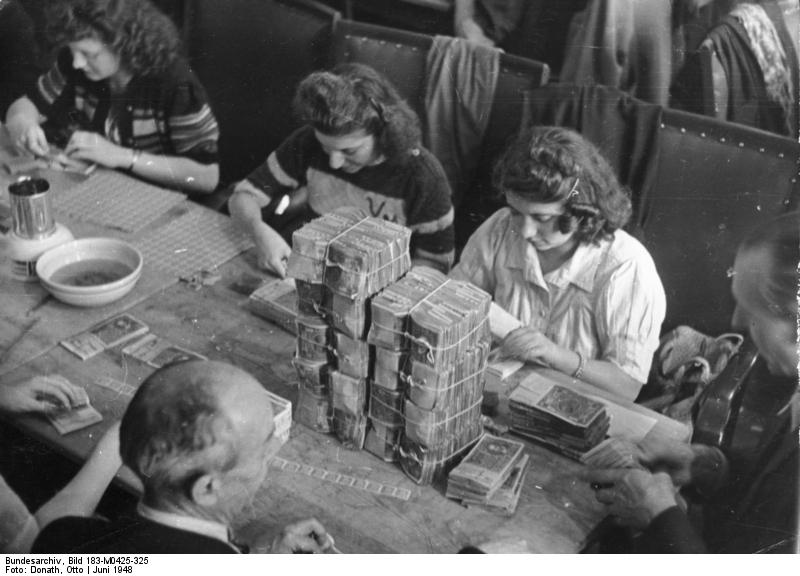
In einem Saal der Deutschen Wirtschaftskommission in Berlin, Leipziger Straße, werden auf die bisherigen Reichsmarkscheine Kupons aufgeklebt, um ein gültiges Zahlungsmittel für die Bürger im sowjetischen Sektor Berlins zu erhalten (Juni 1948).

In der Sowjetischen Besatzungszone (SBZ) bestand aus den gleichen Gründen wie in den Westzonen Bedarf an einer Währungsreform. Sie wurde daher auch spätestens seit 1947 in der SBZ politisch und in den Medien diskutiert und unabhängig von den Westzonen vorbereitet. Mitte Juni 1948 waren die Vorbereitungen in der SBZ aber noch nicht abgeschlossen. So waren bis dahin im Gegensatz zur Trizone weder die nötigen Rechtsnormen verfasst noch beispielsweise neue Noten und Münzen hergestellt worden.
Durch die Einführung der D-Mark der Bank deutscher Länder in den westlichen Besatzungszonen drohten RM in größerer Menge in die Sowjetische Besatzungszone einzuströmen, was einen starken Überhang und so eine Hyperinflation hätte auslösen können. Aus diesem Grund ließ die Sowjetische Militäradministration in Deutschland (SMAD) zunächst den gesamten Fußgänger-, Personenzug- und Pkw-Verkehr zwischen den Westzonen und Berlin unterbinden und den Güterverkehr auch auf den Wasserwegen streng kontrollieren. Dabei sollen Schmuggler entdeckt worden sein, die mehrere 100.000 Reichsmark bei sich führten. In den ersten fünf Tagen sollen dennoch etwa 90 Millionen Reichsmark in die Sowjetzone gesickert sein. Außerdem ließ der Oberste Chef der SMAD und Oberkommandierende der Gruppe der Sowjetischen Streitkräfte in Deutschland Marschall Sokolowski am 22. Juni 1948 der amtierenden Oberbürgermeisterin Groß-Berlins Louise Schroeder und ihrem Stellvertreter Ferdinand Friedensburg den Befehl überreichen, in der gesamten Stadt nach einer mit Datum vom 21. Juni 1948 durch die Deutsche Wirtschaftskommission erstellten Liste von Maßnahmen ebenfalls eine Währungsreform umzusetzen. Kurz vor Mitternacht desselben Tages scheiterten dann die seit Monaten in einem Unterausschuss des Alliierten Kontrollrats geführten Verhandlungen endgültig, eine gemeinsam kontrollierte Währung in Deutschland einzuführen, an einem sowjetischen Veto. In derselben Nacht wurde die von der SMAD angeordnete Währungsreform über den Berliner Rundfunk veröffentlicht. Da anders als in der Trizone neue Geldnoten für die Deutsche Mark der Deutschen Notenbank (Ostmark) noch nicht vorlagen, wurden die bisherigen RM-Scheine als Notlösung mit kleinen Wertaufklebern in der Größe einer halben Briefmarke versehen („Klebe-“ oder „Tapetenmark“) und ab dem 23. Juni 1948 in der SBZ und in Gesamtberlin in Umlauf gebracht. Zunächst wurden je Person 70 Mark im Verhältnis 1 RM : 1 Deutsche Mark (der Deutschen Notenbank) umgetauscht. Neu gedruckte Banknoten der Deutschen Mark (der Deutschen Notenbank) wurden erst ab 24. Juli 1948 in Umlauf gebracht. RM-Münzen unterhalb einer Mark blieben noch länger in Umlauf, hatten aber nur noch ein Zehntel ihres Wertes. Das führte zu dem Kuriosum, dass die im Westen ungültig gewordenen in RM notierenden 50-Pfennig-Stücke von Kennern der Verhältnisse gesammelt und an die Verwandtschaft in der SBZ geschickt wurden, wo sie wenigstens noch fünf Pfennige in Deutscher Mark (der Deutschen Notenbank) wert waren. Die westlichen Stadtkommandanten erklärten zwar die sowjetische Anweisung, die Ostmark auch in ihren Sektoren einzuführen, für unwirksam, sie wurde dort aber als Zahlungsmittel akzeptiert und auch amtlich verwendet. Im Gegenzug allerdings ließen die westlichen Kommandanten ab dem 24. Juni 1948 in ihren Sektoren DM-Noten der Bank deutscher Länder ausgeben. Mit Rücksicht auf den Sonderstatus Berlins waren sie mit einem »B«-Stempel oder entsprechender Perforation von denjenigen in den Westzonen unterschieden.

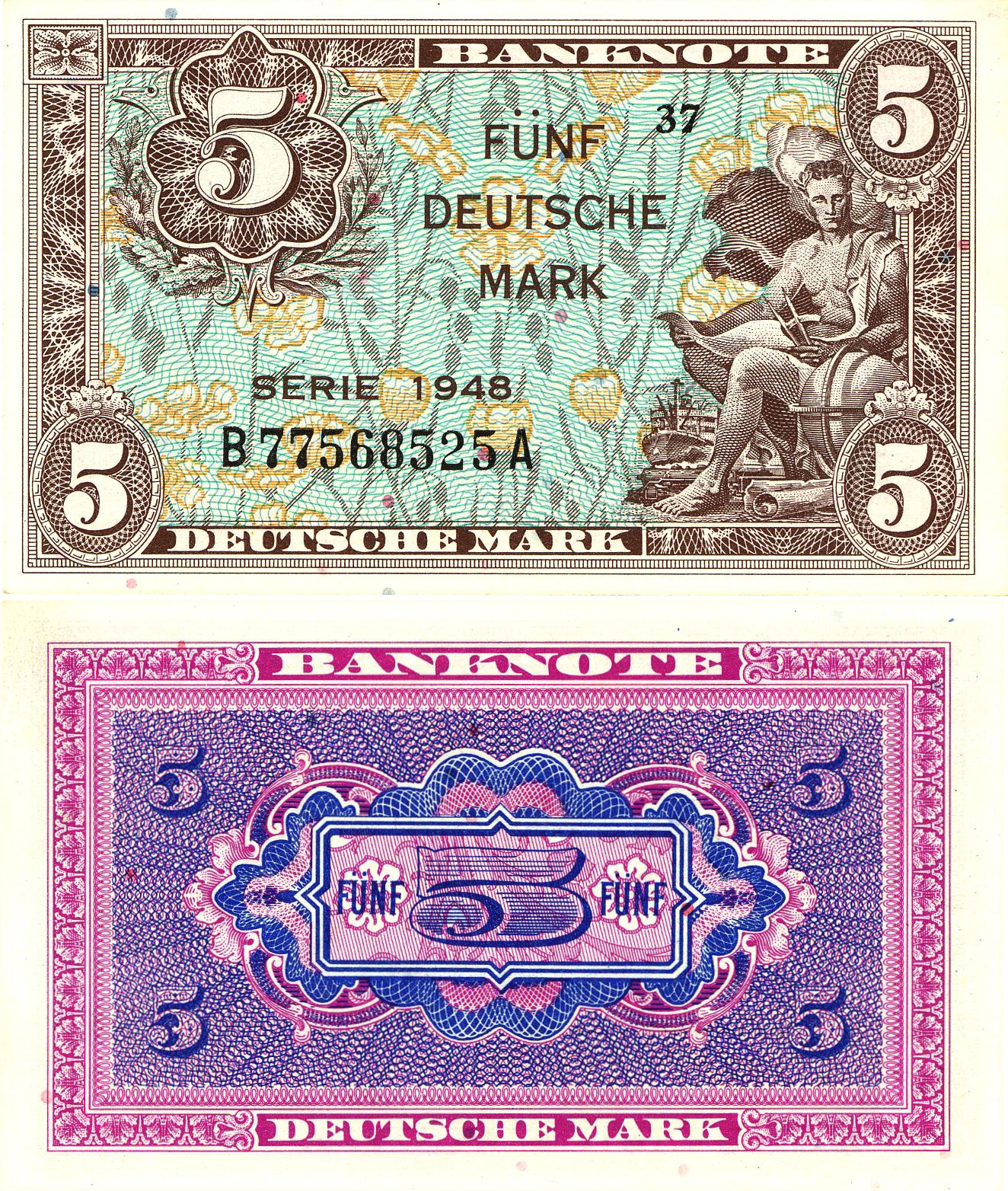
Ab 20. Juni 1948 West-Zone
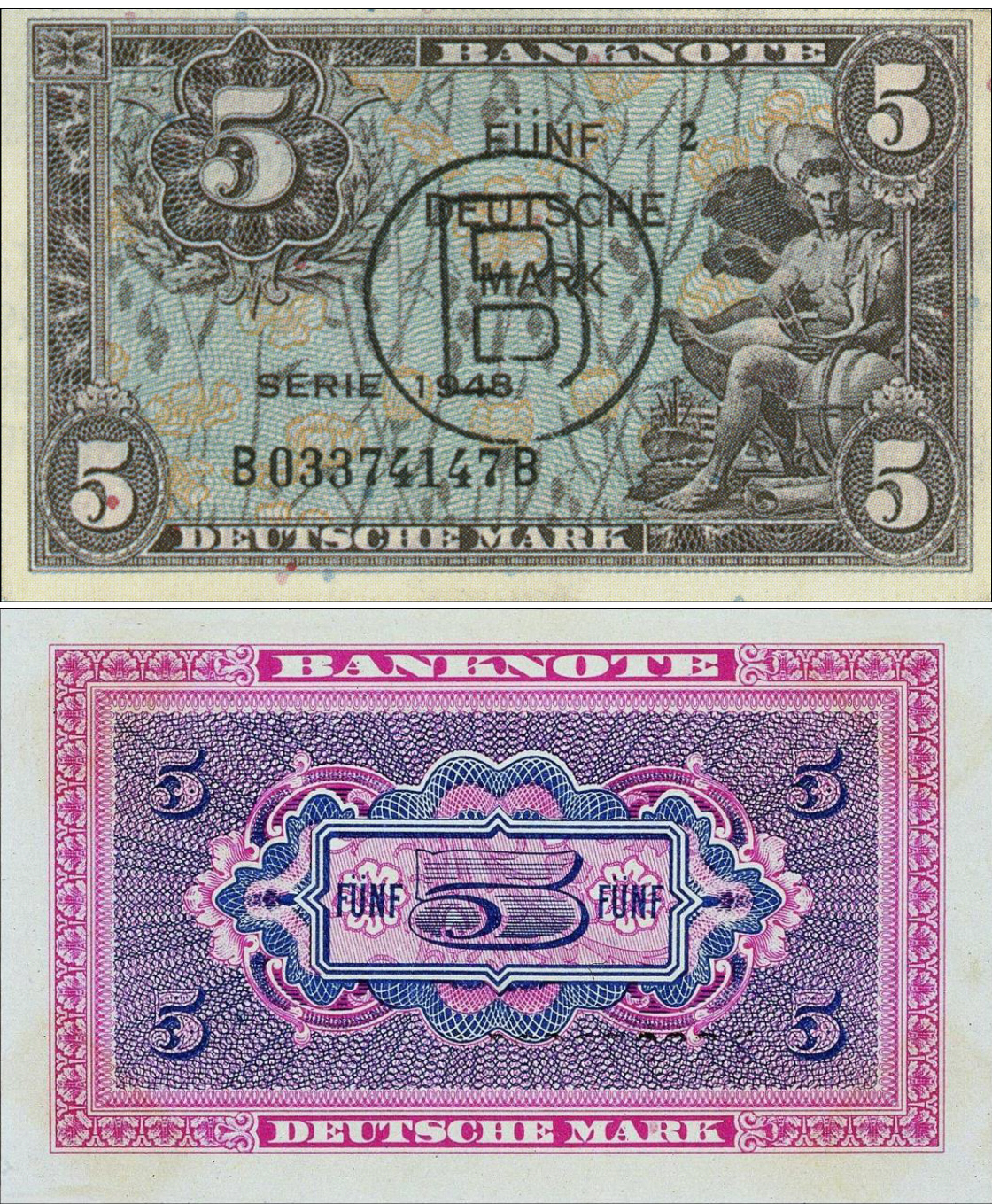
Ab 24. Juni 1948 Berlin-Blockade
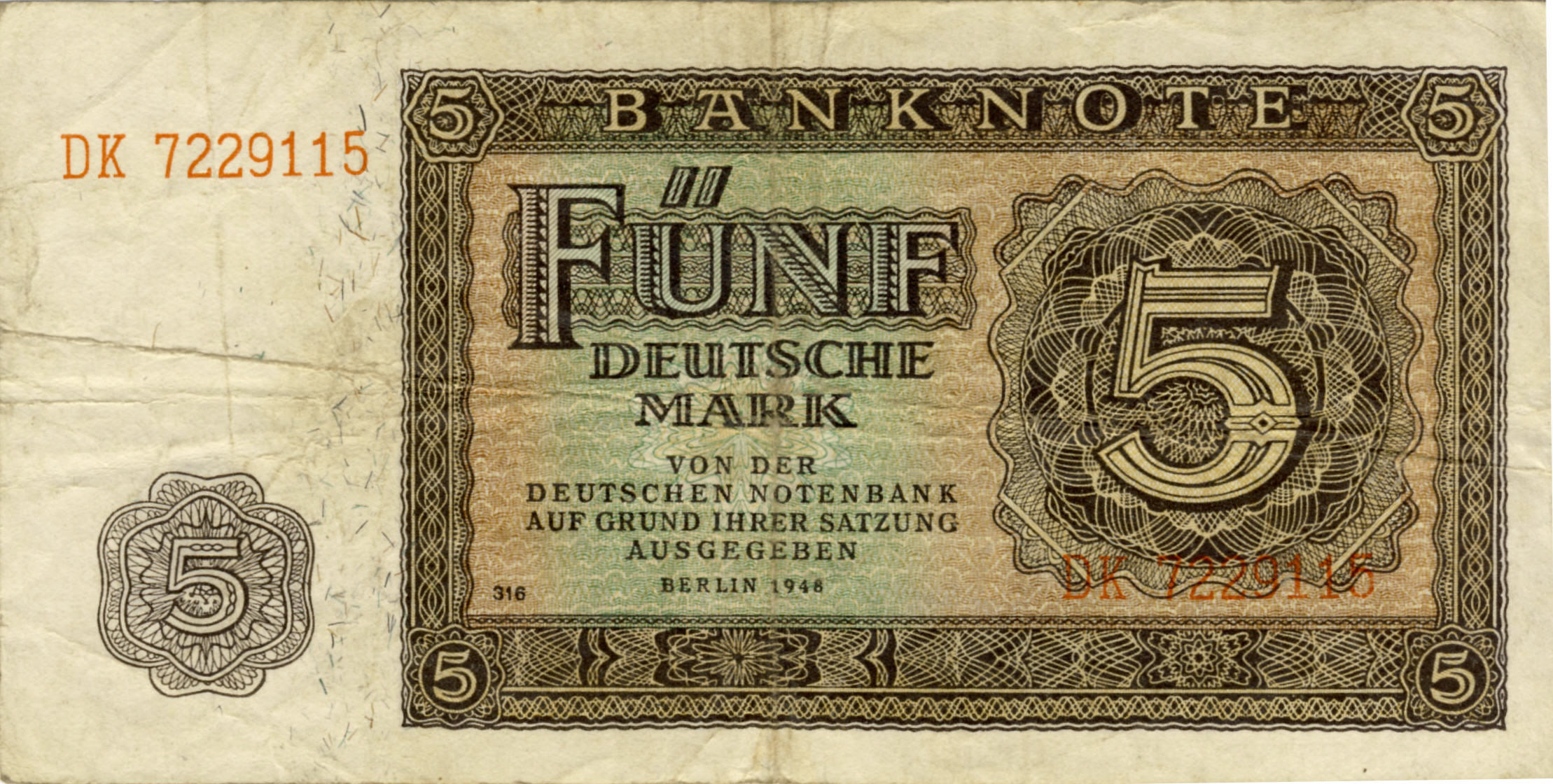
Ab 24. Juli 1948 Ost-Zone

Damit waren in West-Berlin nunmehr zwei als Zahlungsmittel anerkannte Währungen im Umlauf. In Ost-Berlin und der SBZ bzw. später der DDR dagegen war der Besitz von DM der Bank deutscher Länder bzw. später der Bundesbank bis 1974 verboten. In Berlin entwickelte sich dennoch eine Art innerstädtischer Devisenhandel im Schwarzmarkt. Zu dessen Austrocknung ließen die Westalliierten Wechselstuben zu, die ab 2. August 1948 den Geschäftsbetrieb aufnahmen. Die ersten Tauschkurse kamen auf der Basis 1 Westmark = 2,20 Ostmark zustande und veränderten sich später auf eine Bandbreite von vier bis sieben Ostmark.

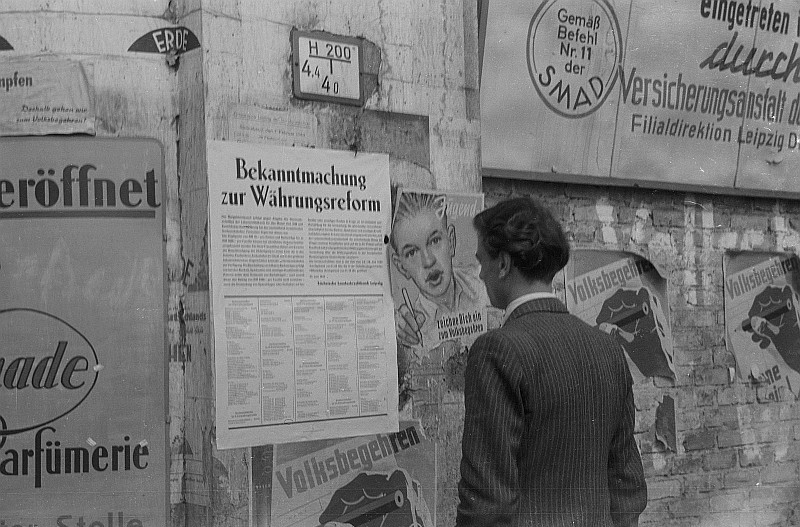
Währungsreform 1948, Information in Leipzig
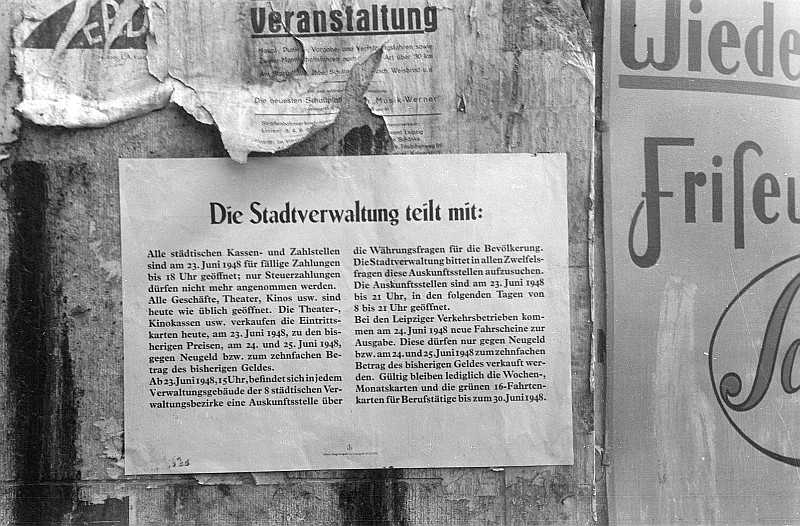
Informationen der Stadt Leipzig zur Währungsreform 1948

## Geldumtausch 1957 in der Deutschen Demokratischen Republik
Am 13. Oktober 1957 erfolgte in der DDR ein Bargeldumtausch (alte Scheine 1:1 gegen neue Scheine). Nur maximal 300 DM (DDR) des Bargeldes durften an diesem Tage direkt getauscht werden. Ein vorhandener Bargeldrest musste auch gleich mit eingezahlt werden und wurde bei der Deutschen Notenbank gutgeschrieben und konnte später wieder abgehoben werden. Guthaben bei Banken, Sparkassen und dergleichen blieben unberührt.
267,5 Millionen DM (DDR) wurden hauptsächlich dadurch dem Geldumlauf entzogen, weil sie entgegen den DDR-Gesetzen außer Landes geschafft worden waren und am 13. Oktober 1957, einem Sonntag, nicht kurzfristig wieder in die DDR bzw. Ostberlin zurück geschafft werden konnten. Auch haben viele DDR-Bürger, die Bargeld zu Hause aufbewahrt oder versteckt hatten, an diesem Tage nicht alles Bargeld in den Umtauschstellen eingezahlt, weil sie befürchteten, über die Herkunft des Bargeldes befragt zu werden; besonders dann, wenn das Barvermögen das Einkommen weit überstieg. Dieses Geld war dann für die Bürger verloren, weil es später nur noch in Ausnahmefällen bei der Deutschen Notenbank (u. a. bei Auslands- oder Krankenhausaufenthalt) eingezahlt und gutgeschrieben werden konnte. Preiserhöhungen waren mit dieser Geldumtauschaktion nicht verbunden. Ein gewisser Kaufkraftüberhang konnte damit natürlich auch abgebaut werden; ca. 15 DM der Deutschen Notenbank je Einwohner. Ebenso bekam die Regierung der DDR einen Überblick über verlorengegangenes Bargeld.
Später gab es dann weniger spektakuläre Geldumtausche von Deutscher Mark (DM) der Deutschen Notenbank in Mark der Deutschen Notenbank (MDN) und noch später von MDN in Mark der DDR (M).

## Einführung der D-Mark in der DDR 1990
Der Vertrag über eine Währungsunion wurde am 18. Mai 1990 unterschrieben und trat am 1. Juli 1990 in Kraft.

### Unterschiedliche Umstellungskurse
Im Rahmen der Einführung der Deutschen Mark in der DDR am 1. Juli 1990 im Vorfeld der Wiedervereinigung am 3. Oktober 1990 wurden verschiedene Arten von Geldern mit unterschiedlichen Sätzen umgetauscht (1:1, 2:1). Löhne, Gehälter, Renten, Mieten und andere „wiederkehrende Zahlungen“ wurden 1:1 umgestellt. Bei Bargeld und Bankguthaben waren die Regelungen komplizierter: Kinder unter 14 Jahren konnten bis zu 2.000 DDR-Mark im Verhältnis 1:1 umtauschen, 15- bis 59-Jährige bis zu 4.000 DDR-Mark, wer älter war bis 6.000 DDR-Mark. Darüber hinausgehende Beträge, also auch größere Geldvermögen, wurden im Verhältnis 2:1 umgestellt; Kredite und andere Verbindlichkeiten wurden im Satz 2:1 umgestellt. Im Durchschnitt ergab sich nach Stellungnahme Hans Tietmeyers, des damaligen Chef-Unterhändlers der Deutschen Bundesbank, somit ein Umstellungskurs von 1,8:1.
Die Münzen von 1 Pf. bis 50 Pf. galten allerdings für eine Übergangsfrist weiterhin als gesetzliches Zahlungsmittel, was dazu führte, dass in den Wochen vor der Währungsunion besonders die 50-Pf-Stücke von den Menschen gehortet wurden, da sie auch nach dem 1. Juli noch verwendet werden konnten. Dagegen nahm selbst der Einzelhandel die 1-M- und 2-M-Münzen in den letzten Junitagen teilweise nur noch ungern an, da diese bis zum Stichtag am Wochenende gezählt, gerollt und auf ein Girokonto eingezahlt sein mussten, da sie danach wertlos wurden.

### Einzahlung auf Girokonto zum Stichtag
Es wurden nur Bankguthaben am Stichtag umgetauscht, daher mussten sämtliche Bargeldbestände in einem gewissen Zeitraum danach auf ein Girokonto eingezahlt werden. DDR-Mark-Bargeld verlor am 1. Juli 1990 seinen Wert. Am Montag, dem 2. Juli, konnte dann am Schalter und den wenigen bereits existierenden Geldautomaten D-Mark-Bargeld vom Konto abgehoben werden.
Wer noch kein Konto hatte, musste ein Konto anlegen und sein DDR-Bargeld einzahlen. Im Vorfeld wurde am Hardenbergplatz, dem Vorplatz des Bahnhofs Berlin Zoologischer Garten, offiziell in der Wechselstube und inoffiziell vor der Wechselstube DM zu höherem Kurs als 1:1 in Mark der DDR umgetauscht. Die Bargeldbeträge in Mark der DDR, die wegen des Anlage-Limits auf dem Konto in bar übrig blieben, wurden vor der Währungsumstellung in DDR-Kühlschränken und ähnliche DDR-Produkte angelegt.

### Bereitstellung der DM-Banknoten
Es wurden 440 Millionen DM-Banknoten im Wert von 27,5 Milliarden DM mit 460 Tonnen Gewicht in 22.000 Packbeuteln in die DDR transportiert. Ein Packbeutel enthielt 20 Pakete zu je 1.000 Banknoten. Aus Zwischenlagern wurden die Banknoten an die Bankfilialen verteilt. Teilweise wurden dazu Gefangenentransporter der Volkspolizei benutzt aus Mangel an gepanzerten Fahrzeugen. Nach dem 1. Juli wurden ehemalige Mitarbeiter der DDR-Staatsbank für den Ein- und Auszahlungsverkehr geschult.

### Schrittweiser Einzug der Pfennig-Münzen
Pfennig-Münzen der DDR im Wert von 1 bis 50 Pfennig behielten noch ein Jahr lang den Wert der entsprechenden DM-Pfennige. Sie wurden nach und nach ersetzt. Die DDR-Pfennige wurden eingeschmolzen.

## Einführung des Euro 1999/2002
Die Einführung des Euro in zwölf Staaten der Europäischen Union, der sogenannten Eurozone, war keine Währungsreform, sondern nur eine Währungsumstellung, da sämtliche bis Ende 1998 existierenden Geldbeträge direkt über den offiziellen Euro-Wechselkurs in Euro umgestellt wurden, ohne dabei an Wert zu verlieren oder zu gewinnen. Seitdem waren die Währungen der Euro-Länder fest an den Euro gekoppelt, sie waren nur noch andere Rechnungseinheiten des Euro.
Der Euro galt seit dem Jahr 1999 als Buchgeld; er wurde am 1. Januar 2002 als Bargeld eingeführt. Seit der Bargeldeinführung haben alle alten Währungen der Euro-Länder ihre Eigenschaft als gesetzliches Zahlungsmittel verloren. Banknoten und Münzen wurden eingezogen und können in einigen Ländern (in Deutschland bei der Deutschen Bundesbank gebührenfrei) auch noch unbefristet in Euro getauscht werden. Unbare Geldwerte wurden automatisch bis spätestens 1. Januar 2002 auf Euro umgestellt.
Eine Reform des Geldwesens fand nur insofern statt, dass die nationalen Notenbanken ihre Eigenständigkeit verloren und stattdessen die Europäische Zentralbank (EZB) die Aufgabe einer Notenbank übernommen hat. Die Deutsche Mark verlor damit ihre Rolle als europäische Leitwährung.
Die Deutsche Mark wurde im Verhältnis von 1 € = 1,95583 DM umgetauscht.

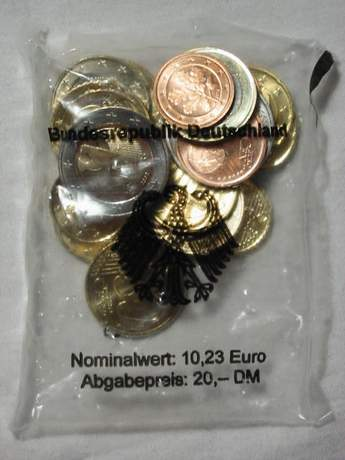
Euro Starterkit in Deutschland
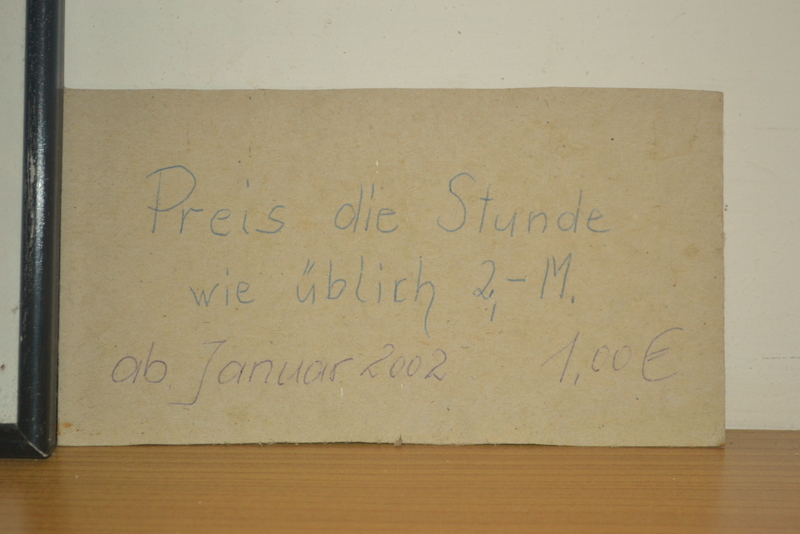
Handgeschriebens Preisschild mit Anpassung auf Euro

## Filme
- Der geile Osten, eine Reise durch die letzten Tage der DDR, Regie: Ulrich Waller, mit Wigald Boning und David Dunster, NDR 1990
- Unsere Momente. Die Nacht als die D-Mark kam. Deutschland 2019. In: RBB, 30. Juni 2020, 20:15–21:45 Uhr (Nacht auf den 1. Juli 1990).